# Michaël Cavalier
 (mars 2013).
Si vous disposez d'ouvrages ou d'articles de référence ou si vous connaissez des sites web de qualité traitant du thème abordé ici, merci de compléter l'article en donnant les références utiles à sa vérifiabilité et en les liant à la section « Notes et références ».
 (août 2023).
Michaël Cavalier est un compositeur-arrangeur, réalisateur, clavieriste, pianiste et directeur musical né le 30 août 1974 à Auray. 
On peut le retrouver sur scène aux côtés de musiciens accompagnant Manu Dibango, Lokua Kanza, Nicolas Peyrac ou encore Daniel Guichard.Il est multi-instrumentiste (Claviers, piano, guitares, violon, flûte irlandaise)
Il compose également de la musique à l'image à travers les musiques de films, les publicités dont il signe les musiques en France et à l'international, ainsi que des  habillages pour la radio et la télévision.
En 2006 il devient l'arrangeur et directeur musical du spectacle Agapanthe, le pays du bout du monde écrit par Claude Marty.
Il est également chanteur et choriste dans différents groupes et spectacles musicaux.

## Biographie
Il débute à 6 ans une formation de violoniste au conservatoire. Cela l'amène à découvrir la musique classique (J.S Bach, Vivaldi, Beethoven).En 1988, il voit Le Grand Bleu de Luc Besson et découvre la musique d'Éric Serra qui influencera énormément ses compositions. Également attiré par le Jazz Stéphane Grappelli Miles Davis, Herbie Hancock, il apprend le piano à partir de 14 ans aux côtés de Paul Faure à Laval où il suit ses études au lycée Douanier-Rousseau. Il travaille ensuite avec Brice Choplin au Mans en section Jazz. 
Durant ces années, il s'intéresse également à la musique rock, et à des groupes tels que Led Zeppelin, Deep Purple, Queen, U2, Nirvana ou Metallica. C'est à cette période qu'il intègre différents groupes dans lesquels on peut l'entendre aux claviers et au chant.
En 1997, il rencontre Claude Marty auteur, compositeur de Perpignan. Il devient son arrangeur et enregistre un album live acoustique à Sablé sur Sarthe. C'est un album entièrement écrit et composé par Claude Marty.
En 1999, la formation devient plus électrique et se produit pour Amnesty International. C'est l'occasion d'un nouvel enregistrement live du concert "J'arrache".
À partir de cette même année, il compose jingles radiophoniques et musiques pour documentaires en France et à l'international.
En 2000, il compose différents livrets pour des contes musicaux Le Berger des nuages, Contes et légendes celtiques ainsi que des musiques pour des artistes visuels passant à l'émission Le Plus Grand Cabaret du monde de Patrick Sébastien.
En 2003, il rencontre Buffalo Kawongolo et son groupe African Soukouss. Il y fait la rencontre de Greg Bondo, batteur de Lokua Kanza. Une collaboration musicale est artistique qui les mène sur scènes, festivals et studios. Il enregistre l'album Tobelela, disque ou se côtoient soukouss, afrobeat, reggae, et musiques métissées. Le groupe se produit sur scène jusqu'en 2010.
Cette expérience l'encourage à composer son premier album solo de World Music Green.

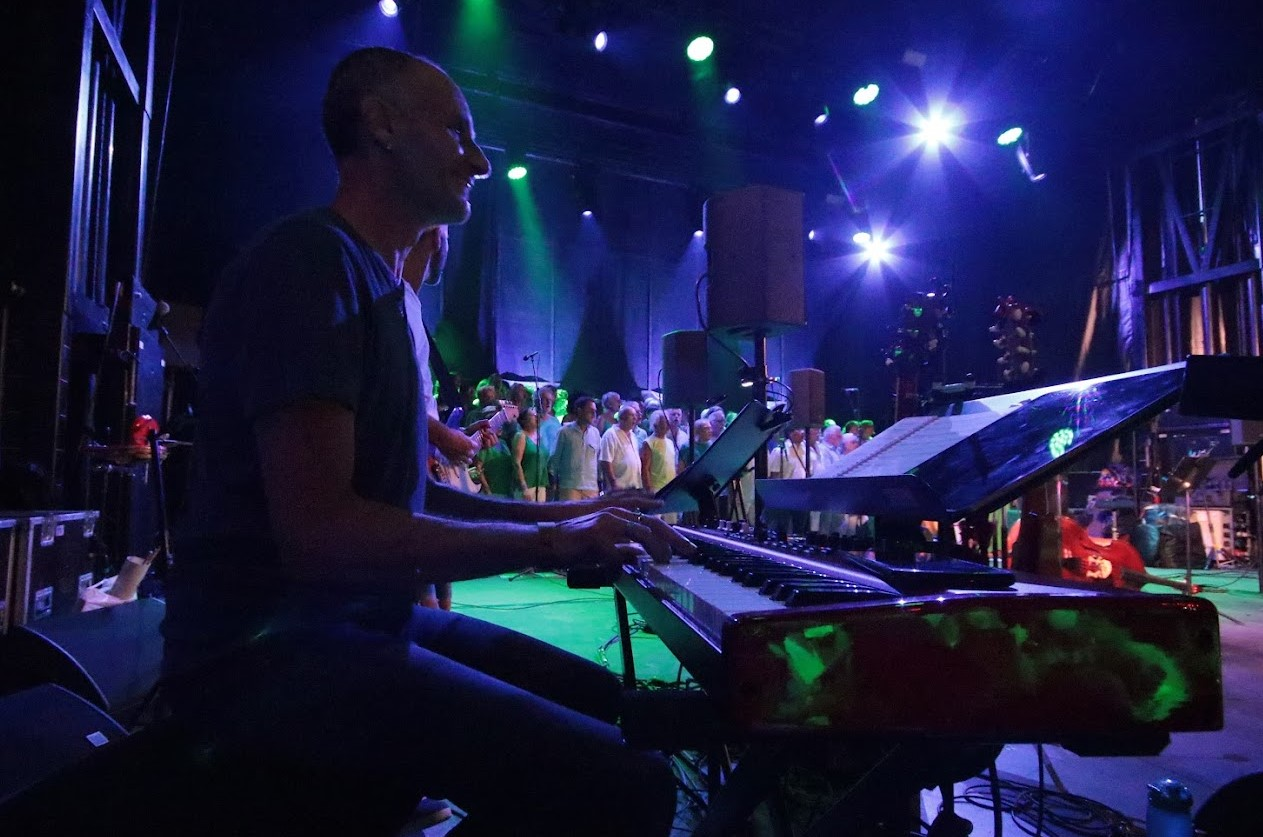
Michaël Cavalier à Mèze (2022)

En 2006, il se voit confier la direction artistique et musicale de l'opéra-rock de Claude Marty, Agapanthe, le pays du bout du monde. Ce spectacle lui demande 2 ans de travail. Il y enregistre la plus grande partie des instruments (claviers, guitares, basse, percussions et batterie) et s'occupe de toutes les programmations. Lors des sessions d’enregistrement pour Agapanthe, il fait appel à Robert Le Gall membre du groupe Gwendal.
En 2008, il intègre le groupe qui accompagne Anthony Chaplain. Il se produit en France et au Luxembourg. Il continue parallèlement à composer ses propres albums et signe chez un éditeur spécialisé en musique pour images à Paris.
Entre 2010 et 2013 il intègre une compagnie théâtrale et joue Marcus dans Le road movie cabaret à Paris et lors du Festival d'Avignon parrainé par Pierre Richard.
En 2013, il compose et réalise un nouvel album World White night ainsi que de nombreux titres pour son éditeur parisien.

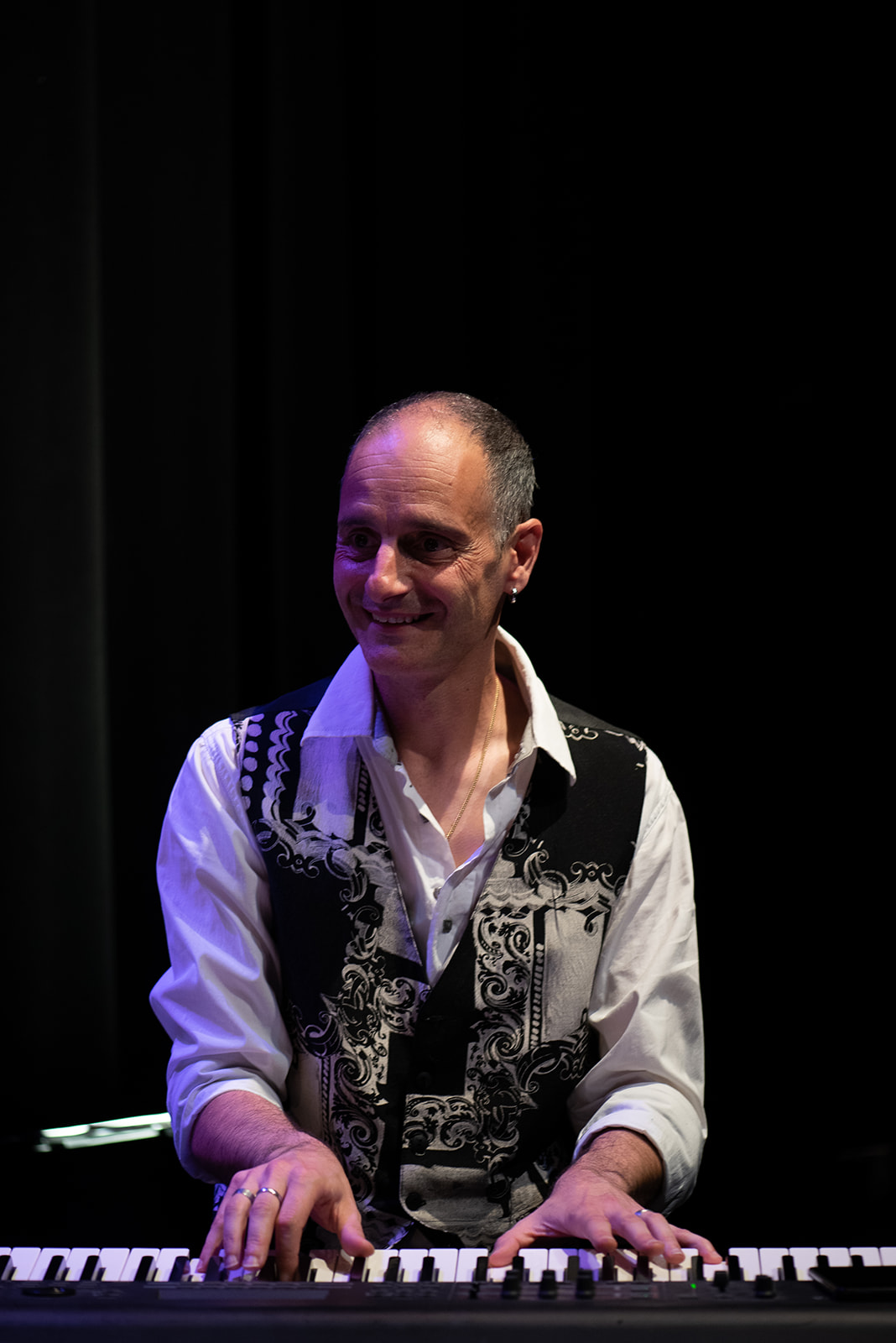
Michaël CAVALIER

En 2013, il travaille sur les arrangements et la direction artistique d'une comédie musicale.
Depuis 2015, il accompagne et dirige des chœurs et des groupes vocaux.Il a créé les Fêlés du vocal à Rennes la même année.En 2020 il dirige et accompagne le groupe vocal Tout fa pour Fa à Laval.

## Discographie
- 2012 :  White night  : Michaël Cavalier
- 2012 :  Asia  : Michaël Cavalier ( Be bird)
- 2012 :  Cinématic Michaël Cavalier ( Be bird)
- 2011 :  Travel  Michaël Cavalier ( Be bird)
- 2011 :  Africa  Michaël Cavalier ( Be bird)
- 2010 : Tellement à vous dire: Claude Marty
- 2010 : Trip: Michaël Cavalier
- 2009 : Shabda: Shabda
- 2007 : For Sam & Noa: Michaël Cavalier
- 2006 : Agapanthe, Le pays du bout du monde -Arrangements-Direction Musicale
- 2005 :  Tonton Léon  Rock celtique
- 2004 : Tobelela : African Soukouss
- 2004 : Green : Michaël Cavalier
- 2003 : Congo Reggae  Sheguedi
- 2001 : Contes et légendes celtiques : Michaël Cavalier
- 2000 : Le berger des nuages : Michaël Cavalier
- 2000 : Zen : Michaël Cavalier
- 1999 : J'arrache : Claude Marty
- 1999 : Fils et Formes : Spectacle
- 1997 : Claude Marty en concert : Claude Marty

### Habillages TV et radio
- Perrot irrigation (France, Europe, Argentine)
- LDC Le gaulois (France)
- Golf Sablé, Solesmes (France)
- Lycée Colbert (France)